# Elazar Shach
Vista da sepultura.
Elazar Menachem Man Shach ( em hebreu : אלעזר מנחם מן שך ) (ou Rav Leizer Shach, seu nome às vezes é escrito em inglês como Eliezer Schach) (22 de janeiro de 1898 - 2 de novembro de 2001), foi um Haredi europeu  e reconhecido antissionista que se arraigou e viveu em Israel. Era o diretor da Yeshivá de Ponevezh localizada em Bene Beraq, e fundou o partido político Degel HaTorah, que representava aos judeus asquenazes lituanos na Knesset, o Parlamento de Israel , muitos dos quais o consideravam o Gadol Hatora (" líder religioso supremo de sua geração ") e utilizavam o nome honorífico Maran ("nosso maestro") para se referir a ele.

## Vida política
Para Shach, lutar contra o secularismo e o sionismo não era suficiente. Durante os anos de sua liderança, também livrou amargas guerras contra qualquer que suspeitasse que se desviava do caminho clássico do Haredi. A instâncias de Aharon Kotler, Shach uniu-se ao Moetzes Gedolei HaTorah.  Quando o rabino Zalman Sorotzkin morreu em 1966, Shach se converteu em presidente do Moetzes Gedolei HaTorah, antes de demitir posteriormente do Moetzes após que os outros rabinos principais se negassem a lhe seguir.  Shach escreveu em termos muito fortes apoiando à cada cidadão observante que vota. Considerava que um voto não emitido para o partido ou candidato correcto era efectivamente um voto para o partido e candidato equivocado. Este tema é consistente em seus escritos desde o momento em que se estabeleceu o Estado de Israel.

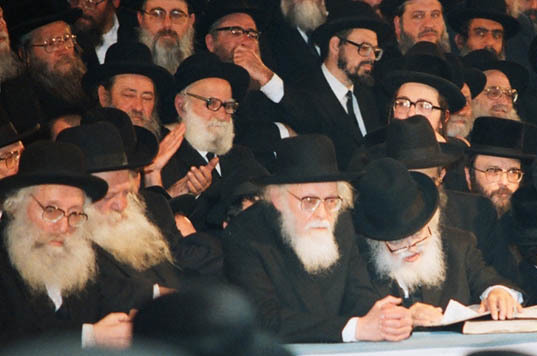
Shach (finais dos anos 80), sentado, olhando para abaixo a um livro.

Shas apresentou-se à 11.ª Knesset em 1984, e Shach fez um apelo a seus seguidores "lituanos" para que lhe votassem nas urnas, um movimento que muitos consideraram chave desde o ponto de vista político e religioso na ruptura de Shach com a  Agudat Israel, controlada pelos jasídicos. Ainda que ao princípio Shas estava em grande parte baixo a égida de Shach, o rabino Ovadia Yosef foi exercendo gradualmente o controle do partido, o que culminou com a decisão de Shas de apoiar ao partido Labor na 13.ª Knesset em 1992.
Em vésperas das eleições israelitas de novembro de 1988, Shach separou-se oficialmente de Agudat Israel em protesto porque Hamodia publicou, como anúncios pagos, uma série de artigos baseados nos ensinos do Lubavitcher Rebi, Menachem Mendel Schneerson. Shach criticou a Schneerson por suas supostas aspirações mesiánicas. Shach queria que o partido Aguda se opusesse a Lubavitch; no entanto, todos os grupos jasídicos do partido, excepto um (Belz), se negaram ao apoiar. Shach e seus seguidores formaram então o Degel HaTorah ("Bandeira da Torá") para representar aos  Asquenazes não jasídicos. Haredim e os seguidores de Schneerson mobilizaram-se para apoiar ao partido Agudat Yisrael. Ao final, Agudat Yisrael conseguiu quase o triplo de votos que em 1984, e aumentou sua representação na Knesset de duas a cinco cadeiras, enquanto Degel HaTorah só obteve duas cadeiras. Depois da amarga contenda das eleições de 1988, Degel HaTorah cedeu e aceitou trabalhar junto a Agudat Yisrael. Combinaram suas forças nas eleições de 1992 , baixo o nome de Judaísmo Unido da Torá (UTJ) Yahadut HaTorah HaMeukhedet em Hebreu, um acordo que tem continuado até a atualidade.
Num discurso pronunciado antes das eleições de 1992 , Shach disse que os sefardíes ainda não eram aptos para a liderança, e acordou uma grande ira entre os votantes Sefarditas. Depois das eleições, Shach deu instruções a Shas para que não se unisse ao governo, enquanto Ovadia Yosef lhes indicou que se unissem, o que precipitou uma ruptura aberta entre os partidos. Shach declarou então  que  Shas se tinha afastado da comunidade judia  ao se unir aos malvados....

Shach opunha-se profundamente ao sionismo , tanto secular como religioso. Desprezava ferozmente aos israelitas laicos e sua cultura. Por exemplo, durante um discurso de 1990, arremeteu contra os Kibutz laicos como "criadores de coelhos e porcos" que não "sabiam o que é o Yom Kipur". No mesmo discurso, disse que os Partido Laborista se tinham desvinculado de seu passado judeu e desejavam "procurar uma nova Torá". O político do Partido Laborista Yossi Beilin disse que o discurso de Shach tinha feito retroceder as relações entre israelitas religiosos e seculares durante décadas.
Em 1985, quatro anos após que o Partido Trabalhista apoiasse uma liberalização do lei do aborto, Shach se negou a se reunir com Shimon Peres, já que nem sequer falaria com um "assassino de fetos".
Em Haaretz, Shahar Ilan descreveu-o como "um ideólogo" e "um fanático que repetidamente levou a seus seguidores a batalhas ideológicas".
Shach nunca pareceu preocupado pela discórdia que pudessem causar suas duras declarações, dizendo que "Não há necessidade de se preocupar pelo machlokes [disputa], porque se se faz pelo bem do Céu, ao final, perdurará... um está obrigado a ser um baal-machlokes [disputador]. Não é uma façanha estar de acordo com todo mundo!".
Shach também foi crítico com a democracia, se referindo a ela numa ocasião como um "cancro", e acrescentando que "só a sagrada Torá é a verdadeira democracia"."

### O Holocausto
Shach ensinava que o Holocausto era um castigo divino pelas pecados do povo judeu e por seu abandono da observância religiosa pela ilustração. Causou indignação nos meios de comunicação seculares israelitas quando afirmou que "o Santo, bendito seja, levou a conta durante centos de anos até somar seis milhões de judeus". Em sua defesa, os MK haredies disseram que seus comentários tinham sido mal interpretados e que não pretendiam justificar as atrocidades nazistas. Shach achava que o laicismo da sociedade israelita provocaria outro Holocausto e numa ocasião disse que se o Ministério de Educação se punha em mãos de Meretz MK Shulamit Aloni, daria lugar a que "mais de um milhão de meninos israelitas se vissem forçados à apostasia, e isso seria pior que o que lhes ocorreu aos meninos judeus durante o Holocausto". Ao querer evitar que se desviasse a ordem estabelecida das orações, se opôs à composição de novas orações para comemorar às vítimas do Holocausto.